# Parophasma galinieri
A Parophasma galinieri a madarak osztályának verébalakúak (Passeriformes) rendjébe és az óvilági poszátafélék (Sylviidae) családjába tartozó Parophasma nem egyetlen faja.

## Rendszerezése
A fajt Félix Édouard Guérin-Méneville francia entomológus írta le 1843-ban, a Parisoma nembe Parisoma galinieri néven. Egyes szervezetek a Sylvia nembe sorolják Sylvia galinieri néven.

## Előfordulása
Etiópia területén honos. Természetes élőhelyei a szubtrópusi és trópusi hegyi száraz erdők és bokrosok.

## Megjelenése
Testhossza 17–19 centiméter.

## Életmódja
Bogyókkal és apró gyümölcsökkel táplálkozik.

## Természetvédelmi helyzete
Az elterjedési területe nagy, egyedszáma viszont csökken, de még nem éri el a kritikus szintet. A Természetvédelmi Világszövetség Vörös listáján nem fenyegetett fajként szerepel.